# Danny & The Juniors
Danny and the Juniors är en amerikansk vokal rock and roll och doo wop-grupp bildad 1955 i Philadelphia, Pennsylvania. Gruppen är mest ihågkommen för hiten "At the Hop" från 1957.
Medlemmar i gruppen var Danny Rapp (led-tenor), Frank Maffei (tenor), Joe Terranova (bas), Dave White Tricker (piano). Efter ett tag tillkom saxofonisten Lennie Baker till gruppen. De gick under gruppnamnet The Juvenairs fram till 1957 då man tog namnet The Juniors.
Sent 1957 släpptes deras första singel "At the Hop" på ett bolag i Philadelphia och den blev en lokal hit där, men det var inte förrän rättigheterna såldes till ett större bolag och låten släpptes på nytt som den blev en nationell hit och kom etta på amerikanska Billboard-listan i december 1957. 
De följde snabbt upp med den mindre framgångsrika "Rock and Roll Is Here To Stay" som nådde Billboard-listans 19:e plats. Låten "Twistin' U.S.A" klättrade upp till 27:e plats 1960, men därefter var det slut med listplaceringarna. 5 april 1983 begick Danny Rapp självmord, 41 år gammal på ett hotel i Arizona. 
Gruppen bestod senare av Joe Terranova, Frank Maffei & hans bror Bobby Maffei under namnet "Danny & The Juniors featuring Joe Terry". Joe Terry avled 15 april 2019. Tidigare medlem, Dave White Tricker, avled 16 mars 2019.

## Diskografi
Singlar (på Billboard Hot 100)
- 1957 – "At the Hop" / "Sometimes (When I'm All Alone)" (#1)
- 1958 – "Rock And Roll Is Here To Stay" / "School Boy Romance" (#19)
- 1958 – "Dottie" / "In The Meantime" (#39)
- 1960 – "Twistin' U.S.A." / "A Thousand Miles Away" (#27)
- 1961 – "Pony Express" / "Daydreamer" (#60)
- 1961 – "Back To The Hop" / "The Charleston Fish" (#80)
- 1962 – "Twistin' All Night Long" (med Freddy Cannon) / "Some Kind Of Nut" (#68)
- 1962 – "Doin' The Continental Walk" / "(Do The) Mashed Potatoes" (#93)
- 1962 – "Oo-La-La-Limbo" / "Now And Then" (#99)